# Carl Icahn
Carl Icahn (16 de fevereiro de 1936, Nova Iorque) é um afamado especialista em aquisições de controle acionário dos Estados Unidos. Carl Icahn cresceu em família da classe média no bairro de Queens, na cidade de Nova Iorque, com o pai advogado e a mãe professora.
Graduado em Princeton, cursou escola de Medicina; desistiu dois anos depois. Alistou-se no Exército dos Estados Unidos, depois alinhou-se com Wall Street. Pediu empréstimo para comprar uma cadeira na Bolsa de Valores de Nova Iorque em 1968. Adquiriu firmas, forçou gerentes a melhorar e exigiu pagamentos para que saísse de negócios ou se separasse deles com lucro.
Obteve ótimos resultados na década de 1980 com aquisições da Texaco, USX, TWA. Arrancou a XO Communications das mãos de Ted Forstmann, em 2002. Agora, se prepara para recuperar a fornecedora de autopeças Federal-Mogul da concordata; recebeu aprovação das autoridades para comprar participações na Kodak e na empresa farmacêutica Mylan Laboratories. Outras participações incluem Im-Clone, Netflix e National Energy Group.
Em 2012 a Revista Forbes classificou Carl Icahn como a 50.ª pessoa mais rica do mundo, com 14 bilhões de dólares.